# Svinia
Svinia es un municipio del distrito de Prešov en la región de Prešov, Eslovaquia, con una población estimada a final del año 2024 de 2673 habitantes.
Se encuentra ubicado en el centro-sur de la región, en el valle del río Torysa (cuenca hidrográfica del río Tisza) y cerca de la frontera con la región de Košice.

## Demografía
| Año        | 1994 | 2004     | 2014     | 2024     |
| ---------- | ---- | -------- | -------- | -------- |
| Población  | 1159 | 1452     | 2086     | 2673     |
| Diferencia |      | +25,28 % | +43,66 % | +28,13 % |

| Año        | 2023 | 2024    |
| ---------- | ---- | ------- |
| Población  | 2566 | 2673    |
| Diferencia |      | +4,16 % |